# Eumorpha satellitia
Eumorpha satellitia é uma espécie de mariposa neotropical da família Sphingidae, descrita por Lineu em 1771. É uma mariposa de grande porte, facilmente identificada pela marcante mancha rosa-esbranquiçada na margem superior (costa) de suas asas anteriores.

## Descrição morfológica
A envergadura alar de Eumorpha satellitia é ampla, variando de 110 a 135 milímetros. As asas anteriores possuem uma coloração de fundo marrom-escura com tons de verde-oliva. A característica mais distintiva é uma grande e proeminente mancha de cor rosa-pálido a esbranquiçada, localizada na borda costal, perto do ápice da asa. As asas posteriores têm uma base rosa-avermelhada, seguida por uma faixa escura. O corpo é robusto e segue a coloração das asas.
A lagarta, como outras do gênero, apresenta polimorfismo de cor, podendo ser verde, amarelada ou marrom-avermelhada. Possui listras diagonais oblíquas nos segmentos laterais. Nos estágios iniciais, exibe um longo corno caudal, que é substituído por um ocelo (mancha em forma de olho) dorsal no último instar, uma estratégia de defesa contra predadores.
A pupa é grande, de cor marrom-escura, e se desenvolve no subsolo, dentro de uma câmara pupal.

## Distribuição e habitat
A subespécie nominal, Eumorpha satellitia satellitia, tem uma vasta distribuição geográfica, ocorrendo desde as Antilhas e América Central até o norte da Argentina. No Brasil, é uma espécie comum e registrada em todo o país. Sua presença no estado do Maranhão é confirmada por múltiplos registros em plataformas de ciência cidadã e em coleções científicas.
Seu habitat inclui florestas tropicais e subtropicais, tanto primárias quanto secundárias, bordas de mata e áreas de cultivo, especialmente vinhedos.

## Biologia e ecologia

### Alimentação
Os adultos são crepusculares e noturnos. São voadores potentes e se alimentam do néctar de uma ampla variedade de flores com corolas profundas, como as de madressilva e petúnia.
As lagartas são especialistas em plantas da família Vitaceae. Elas se alimentam vorazmente de folhas de videiras e trepadeiras dos gêneros Cissus e Vitis. Devido a essa preferência, podem ser encontradas em plantações de uva, embora raramente atinjam o status de praga agrícola.

### Ciclo de vida
Nas regiões tropicais a espécie se reproduz durante todo o ano, apresentando várias gerações. A fêmea põe seus ovos de cor verde, individualmente, na face inferior das folhas da planta hospedeira. O ciclo de vida, do ovo ao adulto, dura alguns meses, dependendo das condições climáticas e da disponibilidade de alimento.